# اولگ تیورین
اولگ تیورین (روسی: Олег Григорьевич Тюрин؛ ۲۹ ژوئن ۱۹۳۷ – ۳ مارس ۲۰۱۰) قایقران روئینگ اهل اتحاد جماهیر شوروی سوسیالیستی بود.
وی در مسابقات کشوری و بین‌المللی در مجموع برندهٔ ۲ مدال طلا، ۲ مدال نقره، ۱ مدال برنز شده‌است.